# Гарсия, Бригит
Бригит Гарсия (исп. Brigitte Garcia, 27 января 1997 — 24 марта 2024) — эквадорский политик, медсестра и социальный работник, занимавшая пост мэра Сан-Висенте с 2023 года до своей смерти в марте 2024 года. На момент смерти она была самым молодым из мэров Эквадора, ей было всего 27 лет. Она также была членом левой Партии гражданской революции. 
24 марта 2024 года Гарсия была застрелена вместе со своим помощником.

## Биография
В возрасте 15 лет Гарсия работала в медицинской компании. Она баллотировалась на пост мэра Сан-Винсенте в возрасте 26 лет в октябре 2023 года, и была избрана 4943 голосами (37,48%) из 8 кандидатов.

### На посту мэра
Гарсия сосредоточилась на улучшении качества питьевой воды, установке канализации и развитии местного пляжного туризма. Она также подчёркивала, что планирует развивать в регионе сельское хозяйство и рыбную промышленность.

## Убийство
24 марта 2024 года Гарсия была застрелена вместе со своим директором по связям с общественностью Хайро Лоором Месой. Гарсии было всего 27 лет. Согласно отчёту полиции, убийство произошло после полуночи, а тело было найдено в час ночи после того, как её семья выразила обеспокоенность по поводу её местонахождения.
Местные СМИ отмечают, что ранее признаков угроз не было и никакой защиты со стороны полиции у мэра не было.